# Colégio Dom Diogo de Sousa
O Colégio Dom Diogo de Sousa é um estabelecimento de ensino privado, localizado na freguesia de São Vicente, Braga. 

## História
Foi fundado em 1949 por um grupo de amigos — Dr. Mário Augusto Fernandes Afonso, Padre Joaquim António Alves, Professor José Maria de Freitas e o Professor António Duarte da Costa. O colégio é propriedade da Arquidiocese de Braga desde 16 de Abril de 1954, após escritura pública de cessão de quotas dos demais proprietários naquela instituição.
Nos primeiros anos funcionou na rua Conselheiro Januário, no edifício onde se encontra actualmente o Instituto Britânico.
O actual edifício começou a ser construído em 1955, com projecto do Eng. Alegria Martins.
A mudança para as actuais instalações, deu-se no início do ano lectivo de 1956-1957.
O Corpo Principal ficou concluído em 1965. 
Em 1983, foi construído um outro edifício para o ensino pré-escolar e primeiro ciclo do ensino básico.

## Ranking nacional das melhores Escolas
O Colégio tem ficado muito bem posicionado no Ranking nacional das melhores Escolas Ensino Secundário.
Em 2011, no Ranking nacional das melhores escolas, elaborado pelo Jornal Público ficou classificada com a sétima melhor a nível secundário e a décima a nível do ensino básico.
Em 2012, no Ranking nacional das melhores escolas, elaborado pelo Jornal de Notícias ficou classificada como a décima sexta melhor a nível secundário, em décimo lugar no terceiro ciclo e décimo segundo lugar no segundo ciclo.
Em 2013 ficou no topo do ranking nos exames nacionais do 1.º ciclo.
Em 2015 o Colégio ficou colocado em primeiro lugar nacional do ranking das provas finais de Português e matemática do 9.º ano.
Em 2017, o colégio foi a melhor escola do distrito e a quinta melhor escola no país com melhor média nos exames nacionais do secundário.
Em 2019, foi a segunda melhor escola a nível nacional no ensino secundário.
Em 2020, a média das 407 provas realizadas pelos alunos nas várias disciplinas é de 17,4 e dos 128 os alunos que realizaram o exame nacional de Matemática para o acesso ao ensino superior, 64 alcançaram os 20 valores.
Em 2021, a nível nacional, é a segunda escola melhor colocada no ranking.

## Lista de Directores
- Pe. Joaquim António Alves (1949–1951)
- Mons. Elísio Fernandes de Araújo (1951–1991)
- Pe. António José Gomes Marques (1991–2003)
- Pe. Cândido Azevedo de Sá (2003–2025)
- Nuno Miguel Cardoso da Cunha (2025-atualidade)

## Ligações Externas
- Página Oficial do Colégio D. Diogo de Sousa